# Боа-Виста (аэропорт)
Международный аэропорт Боа-Виста — Атлас Бразил Кантанеди (порт. Aeroporto Internacional de Boa Vista - Atlas Brasil Cantanhede) (Код ИАТА: BVB) — бразильский аэропорт, расположенный в городе Боа-Виста, штат Рорайма.

## История
Аэропорт был открыт 19 февраля 1973 года, и подвергся своей первой реконструкции в 1998 году. Тогда были увеличены взлётно-посадочная полоса, терминал и перрон. 14 сентября 2009 года была закончена вторая часть реконструкции, благодаря которой увеличилась пропускная способность аэропорта, которая теперь составляет 330 000 пассажиров в год, была увеличена площадь до 7 000 м², было добавлено место для стоянки и установлено два телескопических трапа.
13 апреля 2009 года указом президента название аэропорта было изменено, в память о пилоте, который в 1950-х годах был пионером авиации в штате Рорайма.

## Авиалинии и направления
| Авиалинии    | Назначения                                        |
| ------------ | ------------------------------------------------- |
| Gol Airlines | Бразилиа, Манаус, Рио-де-Жанейро (Сантос-Дюмон)   |
| Meta         | Джорджтаун, Парамарибо (Джоан Адольф Пенжель)     |
| TAM Airlines | Бразилиа, Манаус, Сан-Паулу (Сан-Паулу/Гуарульос) |

## Пассажирское движение
| Год  | Пассажиры | %        |
| ---- | --------- | -------- |
| 2003 | 87 711    | ---      |
| 2004 | 114 023   | + 30 %   |
| 2005 | 144 486   | + 26,7 % |
| 2006 | 150 996   | + 4,5 %  |
| 2007 | 211 319   | + 39,9 % |
| 2008 | 205 180   | - 2,9 %  |
| 2009 | 190 469   | - 7,17 % |
| 2010 | 172 270*  |          |